# Centre Natació Mataró
El Centre Natació Mataró és un club poliesportiu de la ciutat de Mataró, dedicat a la pràctica de la natació, waterpolo, tennis taula, triatló, natació adaptada i natació artística.

## Història
El club es fundà l'any 1932 com a continuació del Club Natació Mataró (1920-1929) i la secció de natació del Club Gimnàstic Mataroní (1930-1932).
L'any 1982, amb motiu del cinquantè aniversari de l'entitat, es va inaugurar una nova piscina de 50 metres.

## Seccions

### Natació
Destaquen els nedadors olímpics Sílvia Parera i Joaquim Fernández.

### Waterpolo Masculí
El primer equip del club va aconseguir ascendir a la Divisió d'Honor l'any 1988 i l'any 1998 va arribar a la final de la Lliga Catalana. La temporada 2003-2004 va jugar per primera vegada a la Copa LEN.

### Waterpolo Femení
L'equip juga actualment a la divisió d'honor de la lliga espanyola, títol que va que aconseguir la temporada 2019-20. La temporada 2022-23 arribaren per primer cop a una final de Champions que van perdre davant del CN Sabadell, quedant així subcampiones d'Europa.

#### Palmarès
- 1 Copa LEN de waterpolo femenina (2015-16)
- 2 Lligues espanyoles de waterpolo femenina (2019-20, 2023-24)
- 2 Copes de la Reina (2015-16, 2021-22)
- 3 Supercopes d'Espanya (2019, 2021, 2022)
- 2 Copes Catalunya (2021, 2023)

### Tennis taula
La secció de tennis taula es va crear a finals dels anys seixanta i va ascendir per primera vegada a la màxima categoria estatal l'any 1998. Les temporades 2002-03 i 2003-04 va participar en la Copa Nancy Evans.
Destaca la jugadora Gàlia Dvorak, bicampiona d'Europa juvenil de seleccions (2004 i 2005) i tercera al Campionat d'Europa júnior 2006.

### Triatló
Aquesta secció va néixer l'any 1990.